# Villeneuve-la-Garenne
Villeneuve-la-Garenne ist eine französische Gemeinde und liegt an den Seinebogen geschmiegt im äußersten Nordosten des französischen Départements Hauts-de-Seine im nördlichen Vorortbereich von Paris. Die Stadt mit 25.566 Einwohnern (Stand 1. Januar 2022) gehört zum Kanton Gennevilliers (bis 2015: Kanton Villeneuve-la-Garenne). Die Einwohner werden Villénogarennois genannt.
Villeneuve-la-Garenne ist die östlichste Gemeinde des Départements Hauts-de-Seine. Sie liegt ungefähr sechs Kilometer von Paris Notre-Dame entfernt. Die anliegenden Gemeinden sind Gennevilliers, L’Île-Saint-Denis und Épinay-sur-Seine. Das Gebiet von Villeneuve-la-Garenne gliedert sich in 40 % Wohnraum, 40 % Wirtschaftsraum und 20 % Grünfläche auf. Bemerkenswert ist, dass die Stadt, laut eigenen Angaben, 19 m² Grünfläche pro Einwohner bietet.

## Geschichte
Erst am 9. April 1929 wurde Villeneuve-la-Garenne nach langjährigen Bemühungen seiner Bürger durch Abtrennung von Gennevilliers eine selbstständige Gemeinde.
| Bevölkerungsentwicklung | Bevölkerungsentwicklung | Bevölkerungsentwicklung | Bevölkerungsentwicklung | Bevölkerungsentwicklung | Bevölkerungsentwicklung | Bevölkerungsentwicklung | Bevölkerungsentwicklung | Bevölkerungsentwicklung | Bevölkerungsentwicklung | Bevölkerungsentwicklung | Bevölkerungsentwicklung |
| ----------------------- | ----------------------- | ----------------------- | ----------------------- | ----------------------- | ----------------------- | ----------------------- | ----------------------- | ----------------------- | ----------------------- | ----------------------- | ----------------------- |
| Jahr                    | 1931                    | 1936                    | 1946                    | 1954                    | 1962                    | 1968                    | 1975                    | 1982                    | 1990                    | 1999                    | 2011                    |
| Einwohner               | 3.954                   | 4.031                   | 3.584                   | 4.035                   | 13.780                  | 22.715                  | 23.691                  | 23.906                  | 23.824                  | 22.349                  | 25.644                  |

## Sehenswürdigkeiten
- Kirche Saint-Joseph, zuerst 1914 als Kapelle gegründet, dann 1931 neu erbaut und am 20. September 1932 geweiht

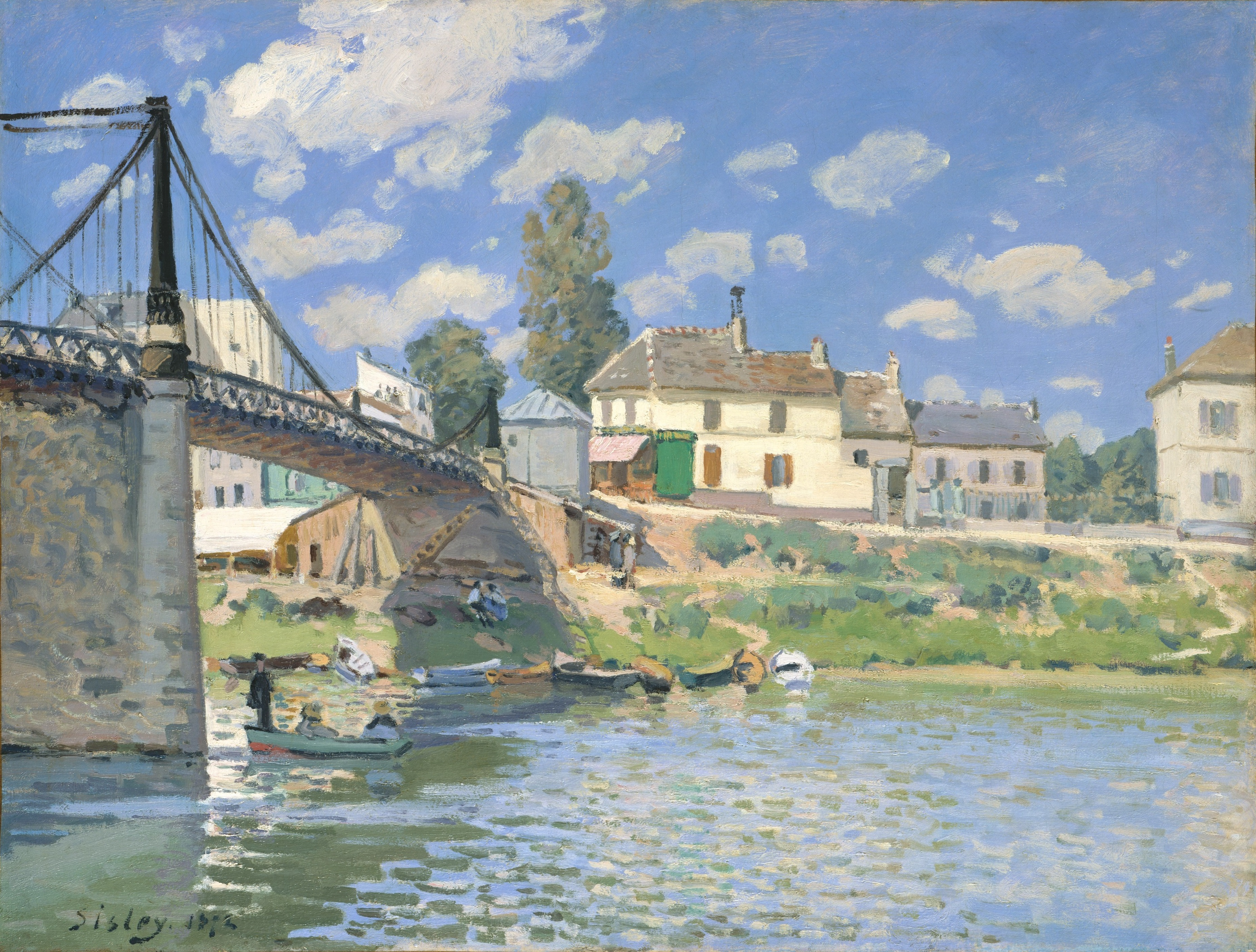
Brücke von Villeneuve-la-Garenne. Gemälde von Alfred Sisley 1872

## Städtepartnerschaften
Seit 1980 besteht eine Städtepartnerschaft mit der deutschen Stadt Hof an der Saale im bayerischen Regierungsbezirk Oberfranken.

## Persönlichkeiten
- Romain Habran (* 1994), Fußballspieler